# Озерне (Бахчисарайський район)
Озерне́ (крим. Ozerne) — село в Україні, у Бахчисарайському районі Автономної Республіки Крим.
Населення становить 181 осіб.
Відстань від райцентру становить 30 кілометрів по прямій.

## Географія
Селом протікає річка Байдарка.

## Історія
Село виникло на початку 1950-х років у зв'язку з будівництвом Чорноріченського водосховища.
7 вересня 2023 року село перейшло зі складу міста зі спеціальним статусом Севастополь до Бахчисарайського району Автономної Республіки Крим.